# Julius Robert von Mayer
Julius Robert Mayer (n. 25 noiembrie 1814, Heilbronn, Regatul Württemberg – d. 20 martie 1878, Heilbronn, Germania) a fost un naturalist și medic german.

## Aportul său în domeniul fizicii
Observațiile sale asupra culorii sângelui marinarilor, diferită în regiunile tropicale și în cele nordice, i-au sugerat ideea despre existența unei legături între căldură și lucrul mecanic. A efectuat cercetările corespunzătoare în domeniul fizicii. 
A determinat echivalentul mecanic al căldurii – relația dintre unitățile de măsură ale lucrului și căldurii, care în acele timpuri erau diferite. Rezultatele au fost publicate în 1842 în periodicul Liebigs Annalen.
A stabilit relația dintre căldurilor molare ale gazelor la presiune și la volum constant (relația lui Mayer și anume Cp = Cv + R).
De asemenea, a formulat legea conservării și transformării energiei.

## Legături externe
- The scientific papers of James Prescott Joule (1884) – annotated by Joule
- The joint scientific papers of James Prescott Joule (1887) – annotated by Joule
- Classic papers of 1845 and 1847 at ChemTeam website On the Mechanical Equivalent of Heat and On the Existence of an Equivalent Relation between Heat and the ordinary Forms of Mechanical Power
- Joule's water friction apparatus at London Science Museum
- Some Remarks on Heat and the Constitution of Elastic Fluids, Joule's 1851 estimate of the speed of a gas molecule
- Joule Manuscripts[nefuncțională – arhivă]
 at John Rylands Library, Manchester.
- University of Manchester material on Joule – includes photographs of Joule's house and gravesite
- „Joule, James Prescott”. Dictionary of National Biography. London: Smith, Elder & Co. 1885
- „Dr. Joule”. Electrical Engineer. London: Biggs & Co (18 October): 311–312. 1889. Accesat în 16 mai 2008 – obituary with brief comment on Joule's family
- Joule Physics Laboratory Arhivat în 29 ianuarie 2013, la Wayback Machine. at the University of Salford
- Joule’s Brewery – contains further information on the origins of the Joules brewery and the link with James Prescott Joule